# تومیسلاو ایوکوویچ
تومیسلاو ایوکوویچ (کرواتی: Tomislav Ivković؛ زادهٔ ۱۱ اوت ۱۹۶۰) یک بازیکن و مربی فوتبال اهل کرواسی است.
از باشگاه‌هایی که در آن بازی کرده‌است می‌توان به دینامو زاگرب، ویتوریا ستوبال، باشگاه فوتبال ستاره سرخ بلگراد، اسپورتینگ لیسبون، خنک و بلننسس اشاره کرد. وی سابقه ۳۸ بازی برای تیم ملی فوتبال یوگسلاوی در کارنامه دارد.
وی در مسابقات کشوری و بین‌المللی در مجموع برندهٔ ۱ مدال طلا، ۱ مدال برنز شده‌است.